# Comareira
Comareira é uma localidade do concelho de Góis. A aldeia é um pequeno aglomerado de construções, tanto para habitantes como para gado doméstico, onde são maioritariamente construídos por materias como xisto e quartzito.